# Забродский, Михаил Витальевич
Михаил Витальевич Забродский (укр. Михайло Віталійович Забродський; род. 24 января 1973, Днепропетровск, УССР, СССР) — украинский военачальник и политик. Коллаборант и военный преступник.  Народный депутат Верховной рады Украины IX созыва с 29 августа 2019 года по 20 марта 2023 года. Командующий Высокомобильными десантными войсками Вооружённых сил Украины (2015—2017), Командующий Десантно-штурмовыми войсками Вооружённых сил Украины (2017—2019). Герой Украины (2014), генерал-лейтенант (2016).

## Биография
Родился в Днепропетровске (ныне Днепр), в семье потомственных военных. В 1994 году окончил Военную инженерно-космическую Краснознамённую академию имени А. Ф. Можайского в Санкт-Петербурге, после чего в течение пяти лет проходил военную службу по контракту в Вооружённых силах Российской Федерации.
В 2000 году, после возвращения на Украину, начал службу в 95-й отдельной аэромобильной бригаде в должности командира взвода. С 2005 по 2006 год, по программе международной военной помощи, проходил обучение в Колледже командования армии и Объединенного командования начальников штабов в США. Свободно владеет английским языком.
В 2009 году в звании подполковника был начальником штаба и первым заместителем командира 95-й отдельной аэромобильной бригады. Осенью 2009 года назначен на должность командира украинского контингента, входящего в состав украинско-польского миротворческого батальона («УкрПолбат») в Косово, основу которого составляли военнослужащие 95-й отдельной аэромобильной бригады 8-го армейского корпуса Сухопутных войск ВСУ.
В январе 2013 года назначен командиром 95-й отдельной аэромобильной бригады (Житомир).
В ходе Вооружённого конфликта на востоке Украины 95-я аэромобильная бригада под командованием Забродского выполняла задачу по блокированию городов Славянск и Краматорск, заняла и удерживала важный опорный пункт — гору Карачун.

### Рейд Забродского
Летом 2014 года 95-я бригада под командованием Забродского совершила рейд в тыл противника. За три недели, выполняя боевые задачи, бригада Забродского прошла 320 км от Славянска до Мариуполя, затем вдоль российско-украинской границы, и через Луганск вернулась в Славянск. По мнению американского эксперта Филипа Карбера (англ. Phillip A. Karber) это был самый длинный рейд вооруженного формирования в новейшей военной истории. Бригада двигалась из Краматорска и провела бои с российскими и сепаратистскими силами в Бахмуте, Дебальцево, Саур-Могиле, Лимане (тогда Красный Луч) и в Луганске. В Луганске 95 бригада помогла находившемуся в осаде украинскому батальону, защищавшему Луганский аэропорт. Рейд освободил две заблокированные украинские бригады и вернул Луганский аэропорт. 23 июля 2014 бригада вернулась на свою сторону линии фронта.
24 августа 2014 командовал сводным парадным батальоном участников АТО на Параде в честь Дня независимости Украины. В марте 2015 года назначен командующим Высокомобильными десантными войсками Вооружённых сил Украины.
3—4 июня 2015 года командовал украинскими силами в ходе боя за Марьинку. 1 августа 2015 года присвоено воинское звание «генерал-майор», 5 декабря 2016 года — воинское звание «генерал-лейтенант».
В июне 2017 года заочно окончил Национальный университет обороны Украины.
В сентябре 2017 года Следственный комитет России возбудил против Михаила Забродского уголовное дело по признакам состава преступления, предусмотренного статьями 356 и 357 УК РФ (применение запрещённых средств и методов ведения войны и геноцид).
С ноября 2017 по март 2018 года — командующий силами АТО, задействованными в войне на востоке Украины.
Участвовал в досрочных парламентских выборах 2019 года от партии «Европейская солидарность» (4 место в партийном списке).
17 марта 2023 года стало известно, что народный депутат от «Европейской солидарности» Михаил Забродский написал заявление об отказе от депутатского мандата для работы в руководстве ВСУ. 20 марта 2023 года депутаты проголосовали о досрочном прекращении его полномочий народного депутата Украины.

## Награды

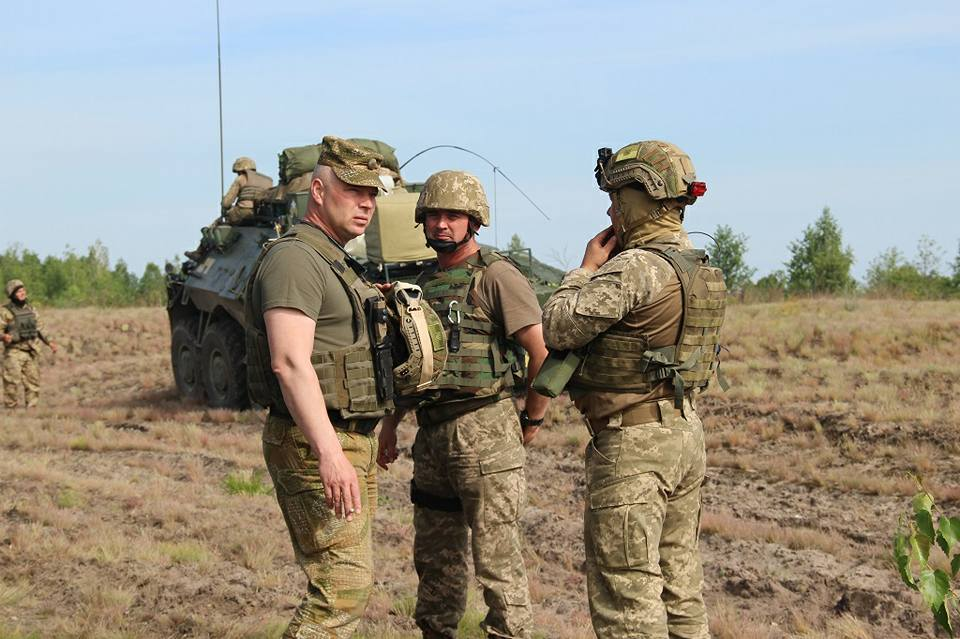
Генерал-лейтенант Михаил Забродский (слева) в 95-й ОДШБр, 2017 год

- Звание Герой Украины с вручением ордена «Золотая Звезда» (23 августа 2014 года) — за личное мужество, самоотверженность и высокий профессионализм, проявленные при защите государственного суверенитета и территориальной целостности Украины[19]
- Орден Богдана Хмельницкого III ст. (21 октября 2014 года) — за личное мужество и героизм, проявленные при защите государственного суверенитета и территориальной целостности Украины, верность военной присяге[20]
- Орден Данилы Галицкого (22 февраля 2010 года) — за весомый личный вклад в развитие ветеранского движения, решение вопросов социальной защиты и реабилитации ветеранов войны, патриотическое воспитание молодежи, многолетнюю безупречную службу, образцовое выполнение воинского долга и по случаю Дня защитника Отечества[21]
- Знаки отличия Министерства обороны Украины — медали «10 лет Вооружённых сил Украины», «15 лет Вооружённых сил Украины», «За добросовестную службу» I и II ст.
- Медаль «За совместную службу» совместного украинско-польского миротворческого батальона «УкрПолбат»
- Нагрудный знак «15 лет аэромобильным войскам Сухопутных войск Вооружённых Сил Украины»